# Polygala martinellii
Polygala martinellii là một loài thực vật có hoa trong họ Polygalaceae. Loài này được Marques & E.F.Guim. mô tả khoa học đầu tiên năm 2003.